# Altea

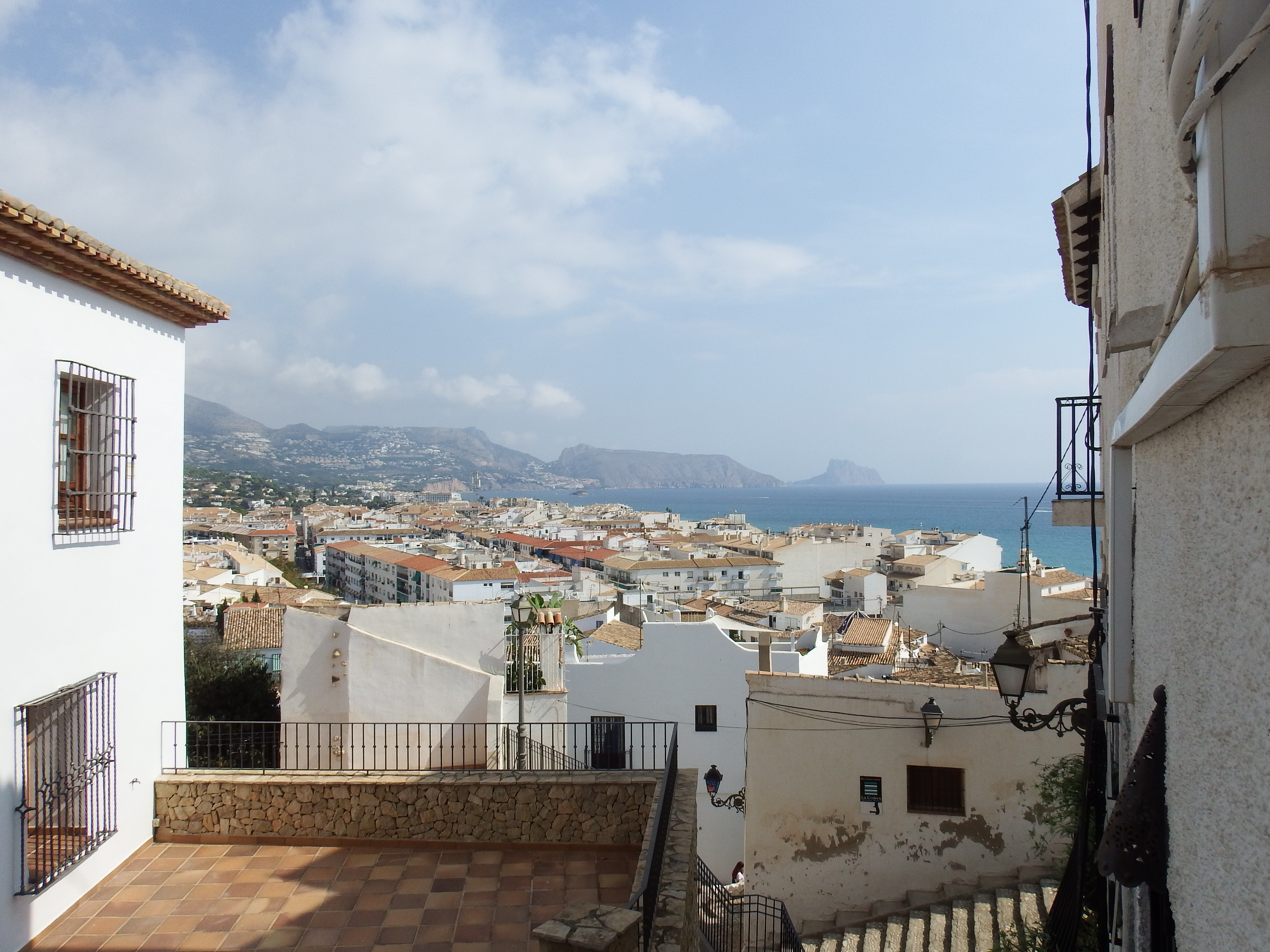
Altea – Blick über die Stadt

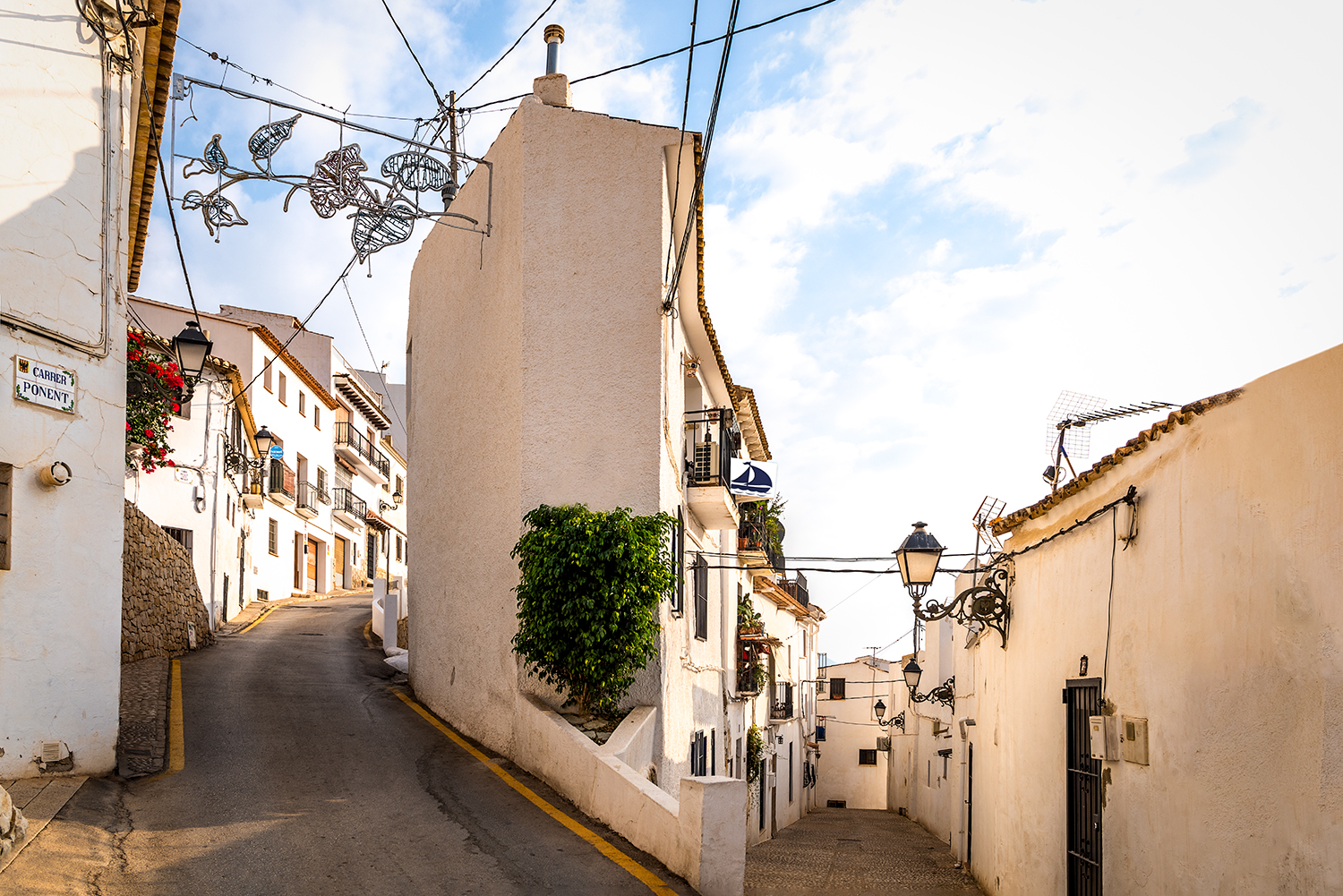
Altea – Altstadtgassen

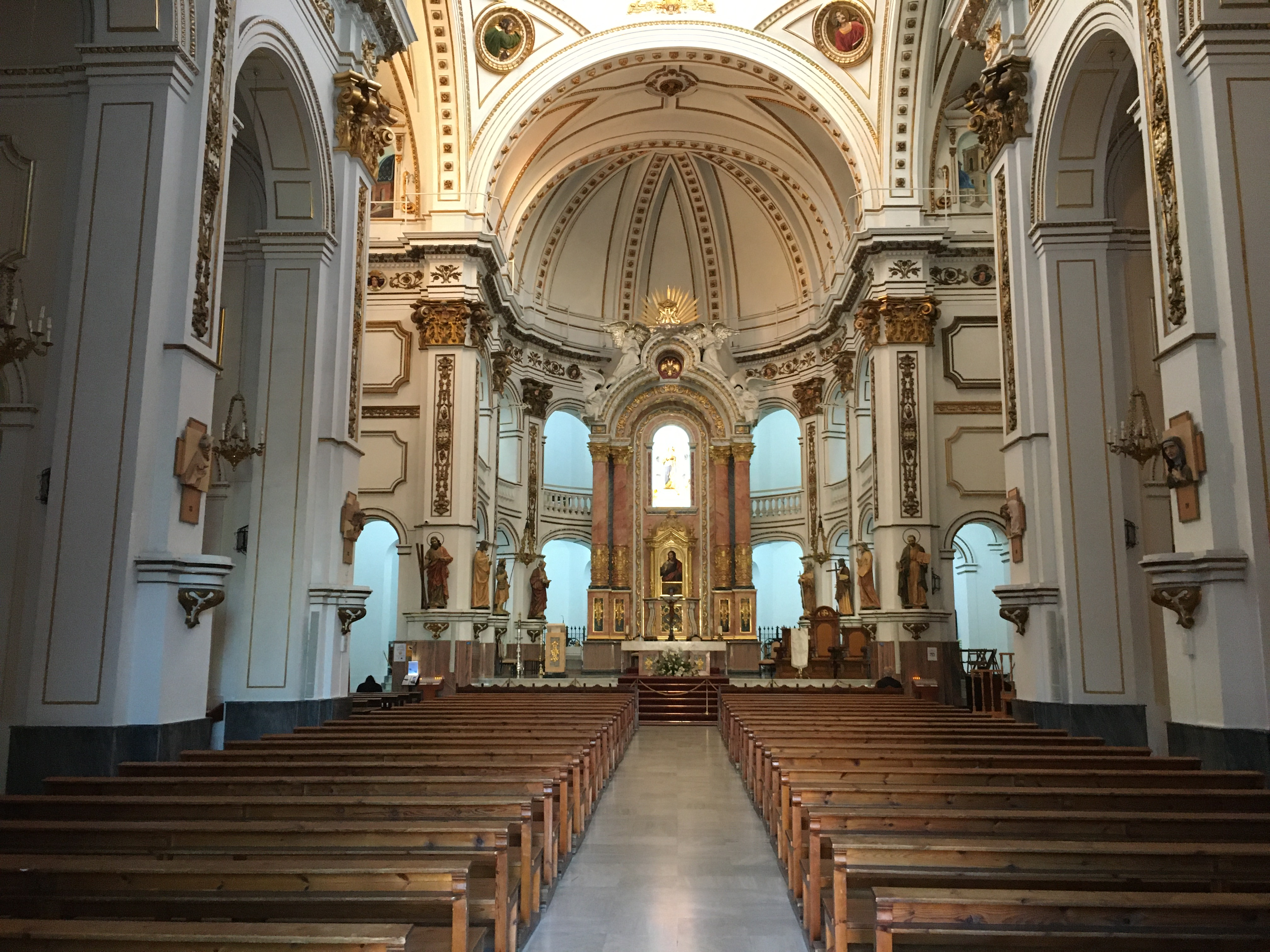
Església La Mare de Déu del Consol

Altea ist eine Mittelmeer-Küstenstadt mit 23.963 Einwohnern (Stand: 2024) in der Provinz Alicante der autonomen Valencianischen Gemeinschaft an der Costa Blanca im Osten Spaniens.

## Lage und Klima
Die Stadt liegt an der Mündung des nur etwa 12 km langen Río Algar in das Mittelmeer in einer Bucht zwischen dem Kap Mascarat im Norden und der Punta de la Bombarda im Süden. Der in Ost-West-Richtung verlaufende Gebirgszug der Sierra de Bernia grenzt Altea zum Landesinneren hin ab. Das Stadtgebiet besteht aus zwei urbanen Zentren (Altea am Mittelmeer und Altea la Vieja etwa 1 km im Landesinneren), sowie zahlreichen als urbanizaciones bezeichneten Wohngebieten in der Umgebung beider Zentren. Das Klima ist gemäßigt bis warm; Regen fällt überwiegend in den Wintermonaten.

## Bevölkerungsentwicklung
| Jahr      | 1857  | 1900  | 1950  | 1981   | 1991   | 2001   | 2011   | 2021   | 2024   |
| Einwohner | 5.193 | 5.977 | 5.738 | 11.154 | 12.286 | 15.910 | 22.385 | 22.810 | 24.349 |

Durch den Ausbau des Tourismus hat die Stadt seit den 1970er Jahren ein enormes Bevölkerungswachstum erlebt. 2024 betrug der Anteil ausländischer Bevölkerung in Altea 38,5 %.

## Wirtschaft
Die Stadt am Mittelmeer lebt heute vor allem vom Tourismus, dessen Entwicklung hier in den 1950er Jahren begann. In Altea befindet sich die „Fakultät für Schöne Künste“ der Universität Miguel Hernández Elche. Die Stadt ist Mitglied der Städtevereinigung Douzelage. Neben dem Tourismus verfügt Altea über einen bedeutenden Fischerhafen mit 24 Trawlern und einem jährlichen Ertrag von rund 2370 t. Ebenfalls in den Gewässern der Gemeinde befinden sich zwei große Marikulturen in denen Goldbrassen, Wolfsbarsche und Adlerfische gezüchtet werden. Landwirtschaftliche Produkte Alteas sind insbesondere Zitrusfrüchte, Mandeln sowie Japanische Wollmispeln, die unter der geschützten Herkunftsbezeichnung Níspero de Callosa d’En Sarrià vertrieben werden.

## Geschichte
Die Gründung des Ortes erfolgte wahrscheinlich durch die Iberer; in der Folgezeit dominierten Griechen, Karthager und Römer. Auf die Zeit der maurischen Herrschaft, während deren Schlussphase Altea zum Kleinkönigreich (taifa) von Denia gehörte, erfolgte im Jahr 1244 die Rückeroberung (Reconquista) durch Jakob I. von Aragón und der Ort wurde mit einer Stadtmauer umgeben, deren Reste heute teilweise noch zu sehen sind. Im Jahr 1279 wurden dem Ort die Stadtrechte verliehen.

## Sehenswürdigkeiten
- Die auf einem Hügel gelegene Altstadt ist ausgesprochen reizvoll.
- Die im 18. Jahrhundert erbaute Kirche La Mare de Déu del Consol (spanisch Nuestra Señora del Consuelo) mit ihren Kuppeln aus blauen und weißen Kacheln bildet den Mittelpunkt der Altstadt.
- Entlang der etwa 6 km langen Bucht von Altea erstrecken sich mehrere Strände mit zahlreichen Buchten und Klippen. Zu nennen sind hierbei: La Olla, Cap Negret, El Mascarat, La Roda und Cap Blanch. La Roda bildet hierbei den meistbesuchten Strandabschnitt, da er unmittelbar an die Strandpromenade Alteas angrenzt. Zudem verfügt die Stadt über einen Sportpalast, einen 9-Loch-Golfplatz und zwei größere Häfen, den Puerto Deportivo Luis Campomanes, einem Sport- und Yachthafen im nordöstlichen Stadtteil El Mascarat, sowie den Puerto de Altea südlich des Stadtzentrums, der unter anderem den Fischereihafen und den Yachtklub Club Náutico de Altea beherbergt.

## Kultur
Altea gilt als Kulturzentrum der Region Valencia. Im Laufe der Jahre haben sich viele Kunstschaffende, Musiker und Schriftsteller in der Stadt angesiedelt. So beherbergt die Stadt mit der Villa Gadea eine Kulturinstitution, die von der UNESCO als internationale Musikschulstätte anerkannt wurde. Des Weiteren befinden sich das Kunstzentrum Casa de Cultura und das Konzert- und Kulturzentrum Palau Altea in der Stadt. In der Costera dels Matxos 2 domiziliert eine Dauerausstellung des deutschen Malers und Graphikers Eberhard Schlotter. 

## Partnerschaften
Altea ist Mitglied der Douzelage. (Navigationsleiste siehe unten)

## Mit Altea verbundene Persönlichkeiten
- Eberhard Schlotter (1921–2014), deutscher Maler, Grafiker und Archäologe
- Malte Sartorius (1933–2017), deutscher Maler, Grafiker, Zeichner und Hochschullehrer
- Gerd Wollschon (1944–2012), deutscher Autor, Musiker und Kabarettist
- Karl-Ludwig Sauer (* 1949), Freischaffender Künstler
- Herbert Birken (1914–2007), deutscher Schriftsteller, Feuilletonist und Dramaturg
- Hank Levine (* 1965), deutscher Produzent, Regisseur und Autor von Dokumentar- und Spielfilmen
- Juan Bautista Borja (* 1970), Motorradrennfahrer
- Mika Pérez (* 1999), Motorradrennfahrer